# Plac Wolności w Rybniku
Plac Wolności w Rybniku (do roku 1922 „Neuer Ring”) – plac znajdujący się w centrum Rybnika, położony jest na wschód od Rynku. Od placu rozchodzą się w przeciwnych kierunkach ulice Łony i 3 Maja. W otoczeniu placu znajdują się kamienice, Teatr Ziemi Rybnickiej oraz galeria handlowa Focus Park.

## Historia
W I połowie XIII wieku, kiedy Rybnik był znaczną osadą  na obecnym Placu Wolności mieścił się wówczas plac handlowy, który pełnił rolę rynku.
Na początku XX wieku stał tu pomnik, po którym nie ma już śladu.
Podczas okupacji niemieckiej nosił nazwę Adolf Hitler-Platz, a wcześniej – Neuer Ring tzw. „Nowa Obwodnica”.
Plac przez wiele lat pełnił funkcję śródmiejskiego dworca autobusów komunikacji miejskiej, jednak w związku z budową w sąsiedztwie galerii handlowej Focus Park, plac przeszedł gruntowną modernizację (w latach 2006-2007) i częściowo zmianę przeznaczenia na funkcję rekreacyjną (pojawiły się m.in. fontanny, ławki, zieleń). W północnej części pozostawiono zaledwie trzy stanowiska autobusowe. W centralnym punkcie placu odbudowano także wzorowany na przedwojennym kształcie budynek Informacji Miejskiej. Projekt modernizacji, zrealizowany przez pracownię toprojekt, wyróżniony został w konkursie na najlepszą przestrzeń publiczną województwa śląskiego w 2010 roku.

## Galeria

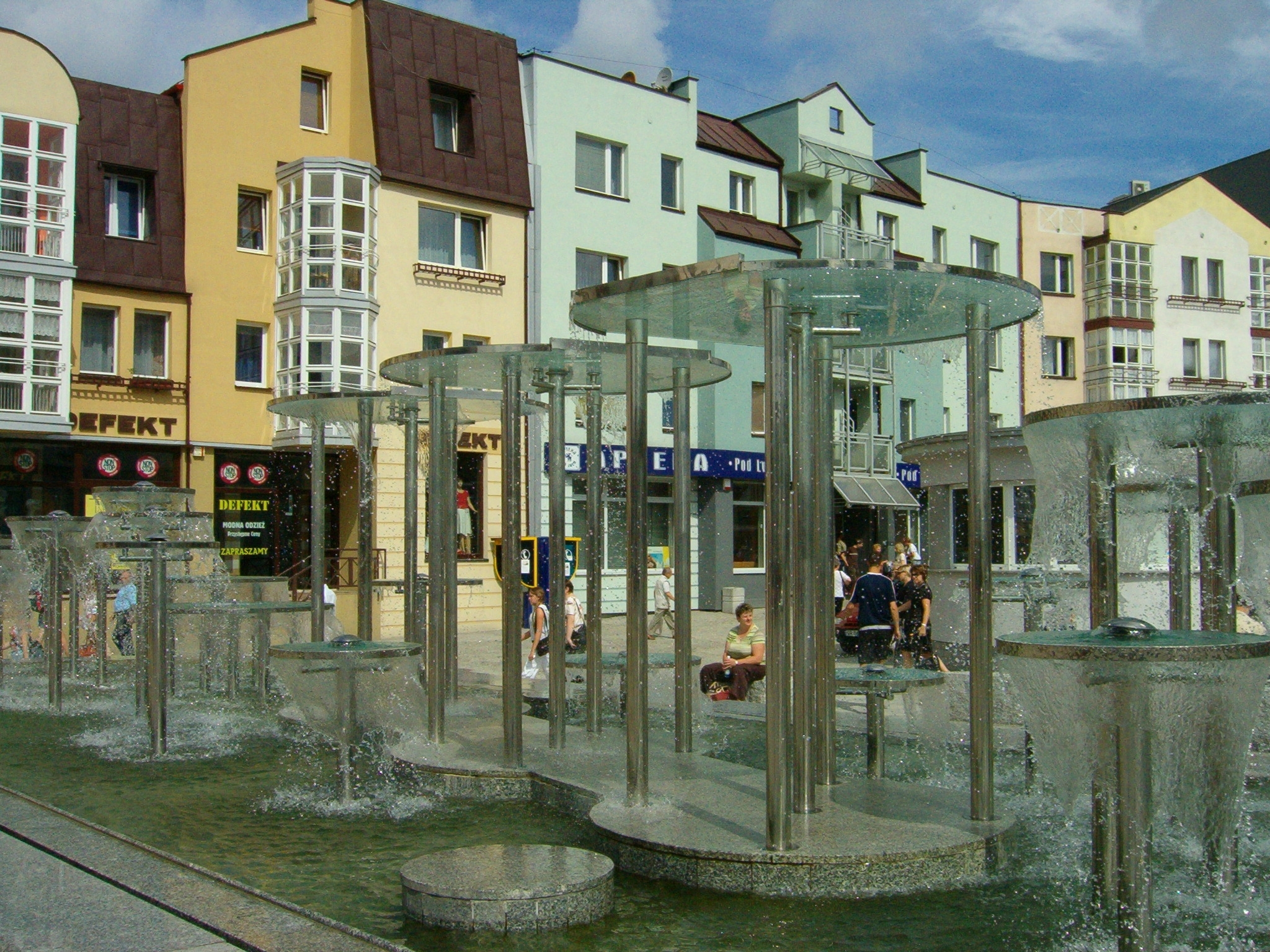
Fontanna, widok na kamienice
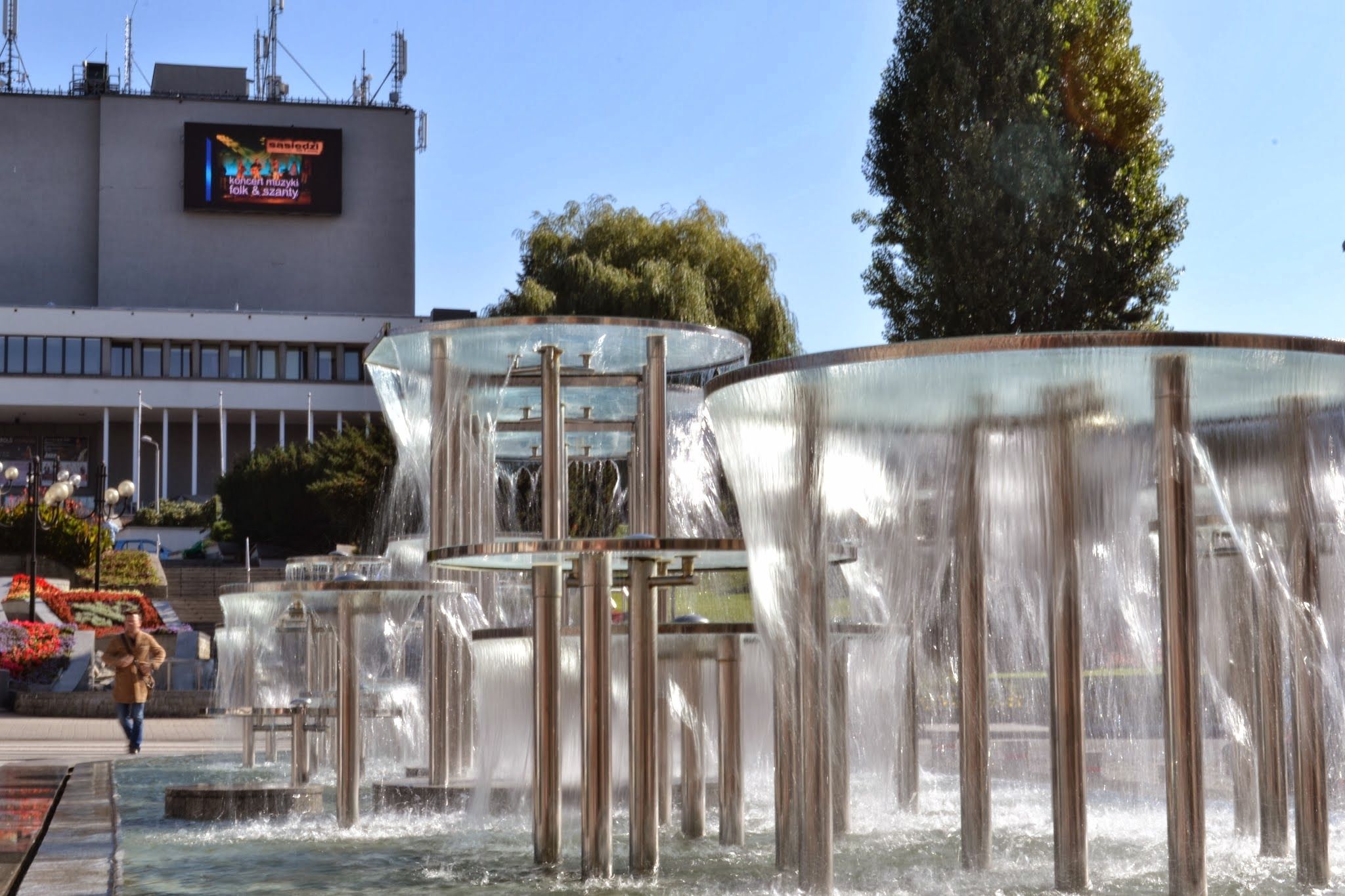
Fontanna, widok na Teatr Ziemi Rybnickiej
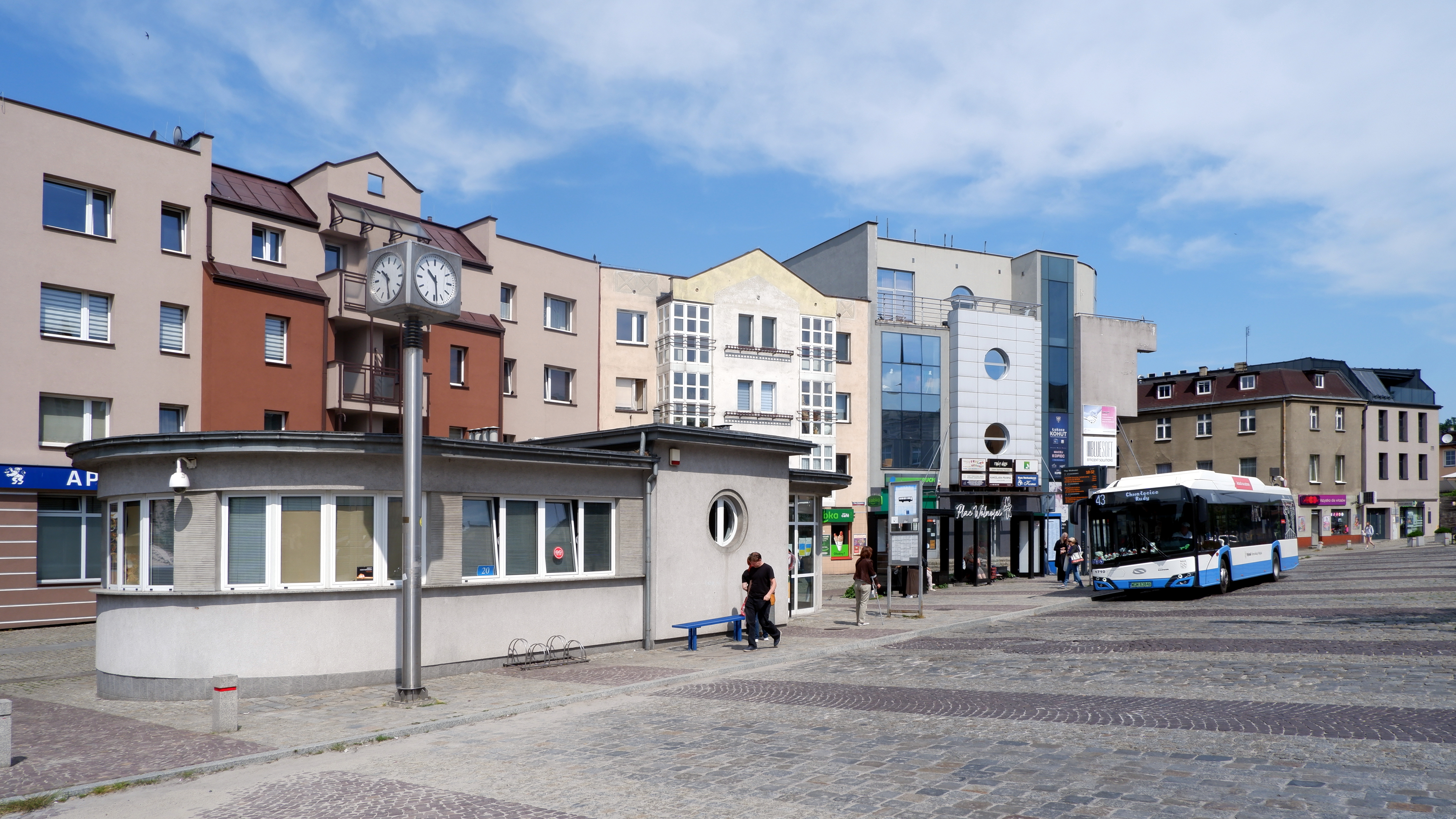
Przystanek autobusowy
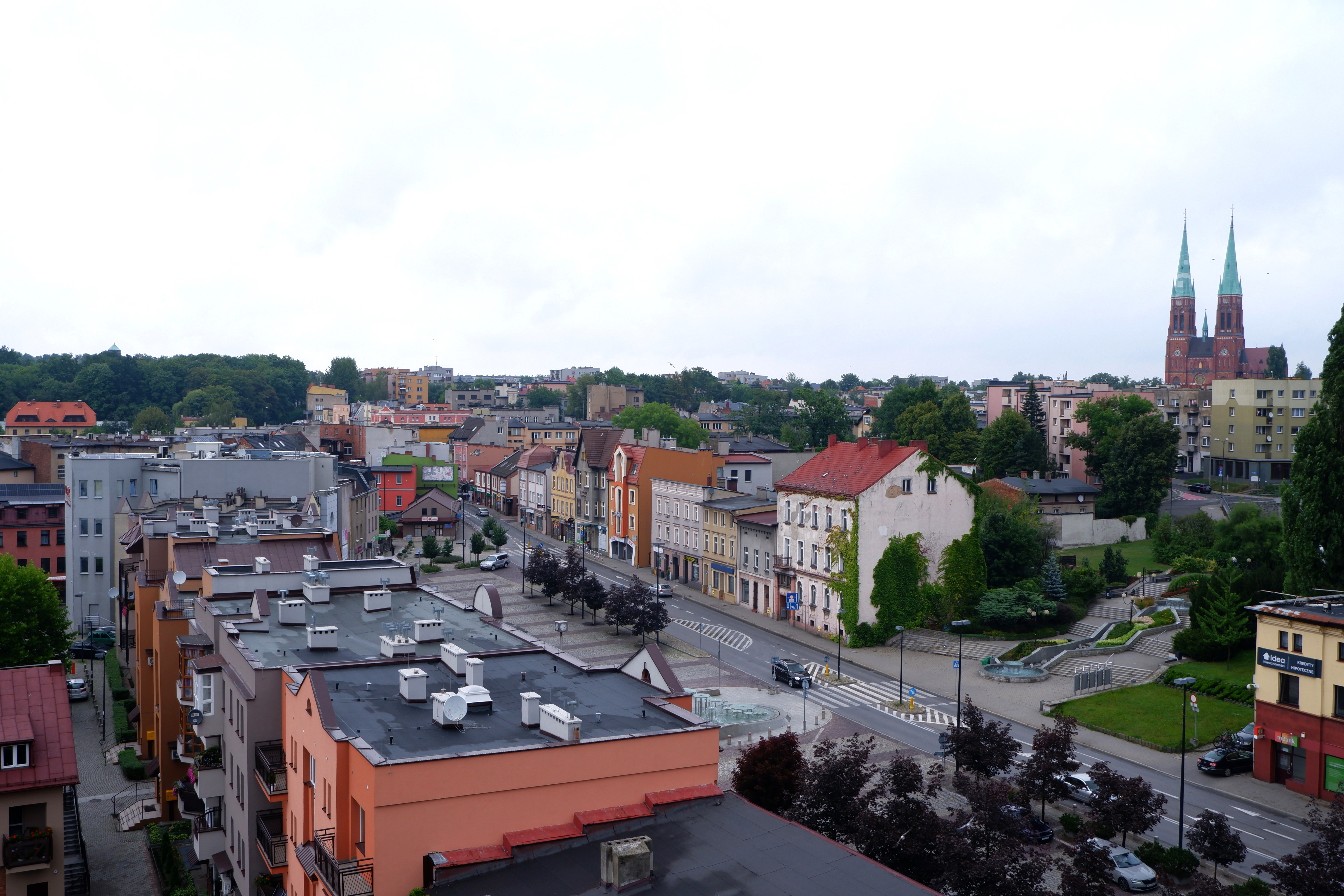
Widok z centrum handlowego Focus Park